# 큰가리섬

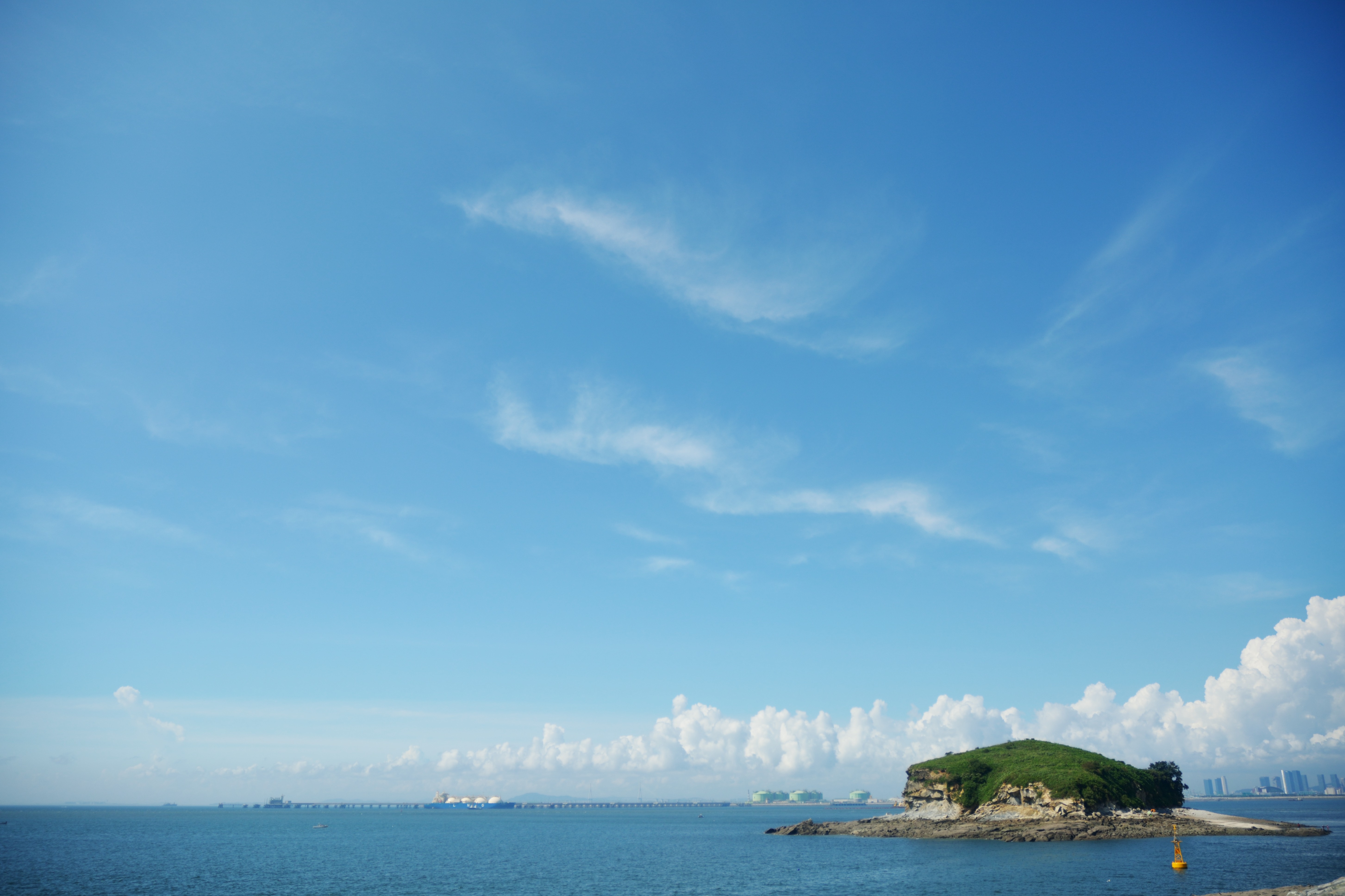
시화방조제에서 바라본 큰가리섬과 인천대교

큰가리섬(大加里島, 영어: Keungariseom)은 경기도 안산시 대부동에 있는 섬이다.

## 지명 유래
남양도호부에 살던 어부인 '석동'의 바위를 큰 가리, 즉 대가리라 부른 데에서 유래된 이름이다. 남쪽으로 약 1km 떨어져 있는 작은가리섬과 함께 '쌍섬'으로 불리기도 했다.